# Bruno Peretti
Bruno Peretti (Magnano, 18 novembre 1940 – Magnano, 7 febbraio 2008) è stato un ciclista su strada italiano professionista dal 1963 al 1968.

## Carriera
Passato professionista nel 1963, corse per la Legnano e la UCAB. Durante il suo periodo alla Legnano, che tra l'altro coincise con il ritiro della squadra dal mondo delle competizioni ciclistiche (1966), corse a fianco di corridori quali Franco Bodrero, Silvano Schiavon e Raffaele Marcoli, tutti e tre tragicamente scomparsi mentre erano ancora in attività, oltre al futuro dirigente sportivo Giuseppe Daglia.

## Palmarès
- 1963

Torino-Tigliole
- 1964

Torino-Tigliole

## Piazzamenti

### Grandi Giri
- Giro d'Italia

1963: ritirato
1964: ritirato
1966: ritirato

### Classiche monumento
- Milano-Sanremo

1965: ritirato
- Liegi-Bastogne-Liegi

1961: 42º
- Giro di Lombardia

1965: 37º